# Rotterdam Open 2001 - Qualificazioni singolare
Le qualificazioni del singolare del Rotterdam Open 2001 sono state un torneo di tennis preliminare per accedere alla fase finale della manifestazione. I vincitori dell'ultimo turno sono entrati di diritto nel tabellone principale. In caso di ritiro di uno o più giocatori aventi diritto a questi sono subentrati i lucky loser, ossia i giocatori che hanno perso nell'ultimo turno ma che avevano una classifica più alta rispetto agli altri partecipanti che avevano comunque perso nel turno finale.
Le qualificazioni del torneo prevedevano 16 partecipanti di cui 4 sono entrati nel tabellone principale.

## Teste di serie
1. Nicolas Escudé (Qualificato)
2. Sláva Doseděl (Qualificato)
3. Ivan Ljubičić (Qualificato)
4. Jens Knippschild (Qualificato)

1. Rogier Wassen (primo turno)
2. Tomas Behrend (ultimo turno)
3. Tuomas Ketola (ultimo turno)
4. Ján Krošlák (ultimo turno)

## Qualificati
1. Nicolas Escudé
2. Sláva Doseděl

1. Ivan Ljubičić
2. Jens Knippschild

## Tabellone

### Legenda
| - Q = Qualificato - WC = Wild card - LL = Lucky loser | - ALT = Alternate - SE = Special Exempt - PR = Protected Ranking | - w/o = Walkover - r = Ritirato - d = Squalificato |

### Sezione 1
|  | Primo turno | Primo turno   | Primo turno | Primo turno | Primo turno |  |  | Ultimo turno | Ultimo turno   | Ultimo turno   | Ultimo turno | Ultimo turno |  |
|  |             |               |             |             |             |  |  |              |                |                |              |              |  |
|  |             |               |             |             |             |  |  |              |                |                |              |              |  |
|  |             |               |             |             |             |  |  | 1            | Nicolas Escudé | Nicolas Escudé | 6            | 6            |  |
|  | 6           | Tomas Behrend | 6           | 6           | 7           |  |  | 6            | Tomas Behrend  | Tomas Behrend  | 1            | 3            |  |
|  |             | Fredrik Giers | 4           | 7           | 68          |  |  |              |                |                |              |              |  |

### Sezione 2
|  | Primo turno | Primo turno        | Primo turno        | Primo turno | Primo turno |  |  | Ultimo turno | Ultimo turno  | Ultimo turno  | Ultimo turno | Ultimo turno |  |
|  |             |                    |                    |             |             |  |  |              |               |               |              |              |  |
|  |             |                    |                    |             |             |  |  |              |               |               |              |              |  |
|  |             |                    |                    |             |             |  |  | 2            | Sláva Doseděl | Sláva Doseděl | 6            | 7            |  |
|  | 7           | Tuomas Ketola      | Tuomas Ketola      | 6           | 6           |  |  | 7            | Tuomas Ketola | Tuomas Ketola | 2            | 5            |  |
|  |             | Steven Randjelovic | Steven Randjelovic | 2           | 1           |  |  |              |               |               |              |              |  |

### Sezione 3
|  | Primo turno | Primo turno     | Primo turno | Primo turno | Primo turno |  |  | Ultimo turno | Ultimo turno  | Ultimo turno  | Ultimo turno | Ultimo turno |  |
|  |             |                 |             |             |             |  |  |              |               |               |              |              |  |
|  |             |                 |             |             |             |  |  |              |               |               |              |              |  |
|  |             |                 |             |             |             |  |  | 3            | Ivan Ljubičić | Ivan Ljubičić | 6            | 6            |  |
|  | 8           | Ján Krošlák     | 7           | 3           | 6           |  |  | 8            | Ján Krošlák   | Ján Krošlák   | 4            | 3            |  |
|  |             | Karsten Braasch | 5           | 6           | 3           |  |  |              |               |               |              |              |  |

### Sezione 4
|  | Primo turno | Primo turno      | Primo turno      | Primo turno | Primo turno |  |  | Ultimo turno | Ultimo turno     | Ultimo turno     | Ultimo turno | Ultimo turno |  |
|  |             |                  |                  |             |             |  |  |              |                  |                  |              |              |  |
|  | 4           | Jens Knippschild | Jens Knippschild | 6           | 6           |  |  |              |                  |                  |              |              |  |
|  |             | Fabio Maggi      | Fabio Maggi      | 4           | 1           |  |  | 4            | Jens Knippschild | Jens Knippschild | 6            | 6            |  |
|  |             | Rogier Wassen    | 5                | 6           | 6           |  |  |              | Rogier Wassen    | Rogier Wassen    | 1            | 2            |  |
|  | 5           | Daniel Nestor    | 7                | 4           | 4           |  |  |              |                  |                  |              |              |  |